# 1849年マルタ総選挙
1849年マルタ総選挙（1849ねんマルタそうせんきょ、マルタ語: 1849 Elezzjoni Ġenerali ta’ Malta）は、1849年8月16日から8月20日にイギリス領マルタで行われた執行評議会委員の総選挙である。

## 概要
1835年、マルタはイギリス当局から執行評議会の設立を認可された。評議会は知事と知事が任命する3名で構成された。1849年6月、リチャード・モア・オフェラル知事は新憲法を可決し、評議会委員を18人に増やし、そのうち10人が任命され、8人が選挙で選出された。

## 選挙結果
有権者登録は3,767人、投票者数は3,315人、投票率は88%でした。
| 候補者                | 候補者                               | 得票数 | 得票率 |
| --------------------- | ------------------------------------ | ------ | ------ |
|                       | ドン・フィリッポ・アマート           | 619    |        |
|                       | アネット・カソラーニ                 | 606    |        |
|                       | レオポルド・フィテーニ               | 512    |        |
|                       | モンテベロ・プリス                   | 716    |        |
|                       | アルカンジェロ・プリチーノ           | 511    |        |
|                       | ミケラン・シェリ                     | 607    |        |
|                       | ジョヴァンニ・バッティスタ・ヴェッラ | 425    |        |
|                       | アドリアーノ・ディングリ             | 117    |        |
| 投票者数（投票率）    | 投票者数（投票率）                   | 3,315  | 88.00% |
| 棄権者数（棄権率）    | 棄権者数（棄権率）                   | 452    | 12.00% |
| 有権者数              | 有権者数                             | 3,767  | 100.0% |
| 出典：Schiavone, p175 |                                      |        |        |